# Jembrana costalis
Jembrana costalis är en insektsart som beskrevs av William Lucas Distant 1916. Jembrana costalis ingår i släktet Jembrana och familjen spottstritar. Inga underarter finns listade i Catalogue of Life.